# Сіяхуні
Сіяхуні (перс. سياهوني) — село в Ірані, у дегестані Тула-Руд, в Центральному бахші, шагрестані Талеш остану Ґілян. За даними перепису 2006 року, його населення становило 356 осіб, що проживали у складі 97 сімей.

## Клімат
Середня річна температура становить 9,09°C, середня максимальна – 25,02°C, а середня мінімальна – -8,32°C. Середня річна кількість опадів – 399 мм.
| Клімат поселення                              | Клімат поселення | Клімат поселення | Клімат поселення | Клімат поселення | Клімат поселення | Клімат поселення | Клімат поселення | Клімат поселення | Клімат поселення | Клімат поселення | Клімат поселення | Клімат поселення | Клімат поселення |
| Показник                                      | Січ.             | Лют.             | Бер.             | Квіт.            | Трав.            | Черв.            | Лип.             | Серп.            | Вер.             | Жовт.            | Лист.            | Груд.            |                  |
| Середній максимум, °C                         | 4,02             | 4,77             | 7,08             | 13,74            | 18,95            | 22,97            | 25,02            | 24,64            | 20,61            | 16,62            | 10,98            | 5,74             |                  |
| Середня температура, °C                       | −2,15            | −1,4             | 0,90             | 7,56             | 12,78            | 16,81            | 20,19            | 19,82            | 15,79            | 11,80            | 6,16             | 0,90             |                  |
| Середній мінімум, °C                          | −8,32            | −7,57            | −5,26            | 1,40             | 6,60             | 10,63            | 15,35            | 14,98            | 10,95            | 6,96             | 1,34             | −3,93            |                  |
| Норма опадів, мм                              | 31               | 31               | 48               | 53               | 49               | 22               | 13               | 14               | 27               | 44               | 33               | 34               |                  |
| Середньомісячна швидкість вітру, м/с          | 2.09             | 2.52             | 2.57             | 2.71             | 2.20             | 2.01             | 2.28             | 2.18             | 1.86             | 2.00             | 2.16             | 2.01             |                  |
| Середньомісячна сонячна радіація, кДж/м²·день | 7249             | 9773             | 12105            | 16123            | 19787            | 22652            | 23358            | 20014            | 16968            | 11957            | 8805             | 6865             |                  |
| --------------------------------------------- | ---------------- | ---------------- | ---------------- | ---------------- | ---------------- | ---------------- | ---------------- | ---------------- | ---------------- | ---------------- | ---------------- | ---------------- | ---------------- |
| Джерело:                                      |                  |                  |                  |                  |                  |                  |                  |                  |                  |                  |                  |                  |                  |